# Loi électorale italienne de 2017
La loi électorale italienne de 2017, aussi connue sous le nom de Rosatellum bis — d'après Ettore Rosato, le chef du Parti démocrate à la Chambre des députés qui a proposé la réforme — est le système électoral de la  République italienne actuellement en vigueur au niveau national.
Il s'agit d'un système mixte avec 37,5 % de sièges alloués par un scrutin uninominal majoritaire à un tour et le reste à l'aide d'un système proportionnel à un seul tour de scrutin. Les deux chambres du Parlement italien, le Sénat et la Chambre des députés, utilisent tous deux la méthode d'Hondt pour l'attribution des sièges à la proportionnelle, mais seuls les citoyens de plus de 25 ans peuvent participer à l'élection du Sénat,.
La nouvelle loi électorale a été soutenue par le Parti démocrate et son allié au gouvernement, l'Alternative populaire, mais aussi par les partis d'opposition Forza Italia, la Ligue du Nord et l'Alliance libérale-populaire-Autonomies. Malgré de nombreuses protestations de la part du Mouvement 5 étoiles, le Mouvement démocrate et progressiste, la Gauche italienne et Frères d'Italie, le texte a été approuvé le 12 octobre par la Chambre des députés avec 375 votes contre 215, et le 26 octobre par le Sénat avec 214 voix contre 61.
La loi fixe l'élection de la Chambre des députés et le Sénat de la République, en remplacement du Porcellum de 2005 et de l’Italicum de 2015, toutes deux modifiées par la Cour constitutionnelle après les avoir jugées en partie contraire à la Constitution.
La loi Rosatellum bis est utilisée pour la première fois lors des élections générales de 2018. Le ratio des sièges élus aux scrutins majoritaire et proportionnel est fixé en 2019 à respectivement trois et cinq huitièmes, dans la perspective d'une réduction du total des membres des deux chambres, devant passer de 630 à 400 à la Chambre des députés, et de 315 à 200 au Sénat.

## Histoire
Le rejet du référendum constitutionnel de décembre 2016 portant sur la réforme du Sénat a eu comme conséquence principale de laisser les deux chambres du Parlement avec deux lois électorales très différentes, risquant de rendre le pays ingouvernable. En effet, la loi électorale de 2015 voulue par Matteo Renzi et basée sur une logique majoritaire, ne concernait que l'élection de la Chambre puisque le gouvernement tablait alors sur une limitation des pouvoirs du Sénat, qui restait alors soumis à la loi électorale de 2005, purement proportionnelle. Les deux systèmes diffèrent sur plusieurs aspects, parmi lesquels la possibilité de former des coalitions avant les élections qui n'était ouverte qu'au Sénat, et les seuils électoraux.
Devant la nécessité de préparer le retour des Italiens aux urnes, le Parti démocrate, le Mouvement 5 étoiles, Forza Italia et la Ligue du Nord se sont mis d'accord sur une loi électorale en juin 2017, connue sous le nom de Tedeschellum, qui était basée sur un système similaire à celui utilisé en Allemagne. Cependant, l'accord entre les 4 partis n'a pas survécu à un vote à bulletin secret lors de la première lecture à la Chambre des députés et le projet de loi a été abandonné.
Après quelques semaines Ettore Rosato, le chef du groupe du Parti démocrate à la Chambre des députés, a proposé un nouveau projet de loi basé sur un système mixte, avec la moitié des sièges alloués à l'aide d'un système uninominal à un tour et l'autre moitié à l'aide d'une représentation proportionnelle. Le projet de loi n'était pas populaire dans sa version originale, plusieurs partis de l'opposition estimaient que le nombre de sièges attribués au scrutin uninominal majoritaire était trop élevé.
Une version révisée de la Rosatellum avec un ratio de sièges majoritaires/proportionnels réduit à 1/3, connue sous le nom de Rosatellum bis, a été approuvée par un grand nombre de partis en octobre 2017, devenant alors la nouvelle loi électorale pour les deux chambres du Parlement. La loi est utilisée pour la première fois lors des élections générales de 2018.

## Réforme constitutionnelle de 2019

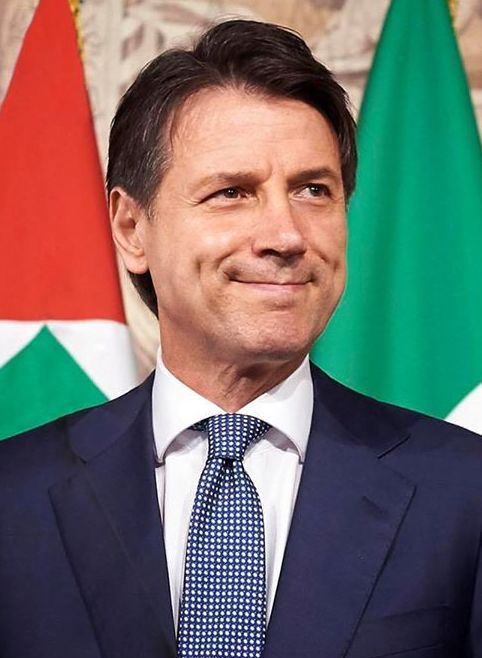
Giuseppe Conte

Le gouvernement de Giuseppe Conte composé de l'alliance du Mouvement 5 étoiles et de la Ligue met en œuvre en 2019 une réforme constitutionnelle visant à une réduction considérable du nombre de parlementaires, en accord avec une promesse électorale du Mouvement 5 étoiles.
Cette réforme vise à abaisser le total de parlementaires de 945 à 600, en abaissant le nombre de députés de 630 à 400, et celui de sénateurs de 315 à 200, tout en conservant les modalités de la loi électorale. Ces chiffres, ainsi que ceux des députés et sénateurs élus par les Italiens de l'étranger - respectivement 12 et 6, qui seraient abaissés à 8 et 4 - figurent cependant directement dans les articles 56 et 57 de la Constitution de la République italienne. Le gouvernement engage par conséquent une révision constitutionnelle. Or, toute révision de la constitution italienne nécessite d'être approuvée lors de deux délibérations successives dans chacune des deux chambres, séparées d'au moins trois mois.
La réforme constitutionnelle est introduite au Sénat le 4 avril 2018, où elle est approuvée le 7 février de l'année suivante par 185 voix pour, 54 contre et 4 abstentions. Transmise à la chambre après le délai constitutionnel de trois mois, elle y est approuvée le 9 mai 2019 par 310 voix pour, 107 contre et 5 abstentions. La reforme constitutionnelle doit alors de nouveau être approuvée dans les mêmes termes par les deux chambres
Au cours du premier examen, la révision constitutionnelle est ainsi approuvée à la majorité absolue mais pas à la majorité qualifiée des deux tiers. Le gouvernement ne disposant pas d'une telle majorité, ses chances de l'être au second examen sont considérées comme nulles. La révision devrait par conséquent être susceptible d'être soumise à référendum, une étape jugée probable, l'opposition disposant du nombre de parlementaires et de conseils régionaux suffisant pour déclencher la tenue d'un tel scrutin. Pour être validée, la réforme nécessiterait alors de recueillir un vote favorable de la majorité absolue des votants, sans quorum de participation.
Le nombre de parlementaires élus selon les différents modes de scrutin ne figure cependant pas dans la constitution, mais dans les modalités de la loi électorale de 2017, qui fixe précisément leur nombre. Pour les députés, 232 sièges sont ainsi pourvus au scrutin uninominal majoritaire à un tour et 386 au scrutin proportionnel plurinominal. Ils sont de 116 et 193 pour les sénateurs, les sièges réserves à la diaspora s'ajoutant ensuite dans chacune des chambres. Ces chiffres étant incompatibles avec l'objectif de réduction du nombre de parlementaires, le gouvernement procède en parallèle à une modification de la loi électorale. Dans chaque chambre, le nombre de sièges au scrutin majoritaire est fixé à trois huitièmes du total de sièges obtenus une fois déduits les sièges de la diaspora, et celui à la proportionnelle à cinq huitièmes. De cette manière, le nombre de sièges par mode de scrutin demeure inchangé, tout en étant disposé à changer en fonction du total de sièges. La réforme est approuvée au sénat le 19 février 2019 par 136 voix pour et 101 contre, puis à la chambre le 13 mai suivant par 269 voix pour, 167 contre et 14 abstentions. La loi entre en vigueur le jour même, et les nouvelles modalités sont appliquées à partir du 26 juin 2019,.
L'amendement constitutionnel, quant à lui, est adopté en seconde lecture au Sénat par 180 voix pour, 50 contre et 0 abstentions le 11 juillet 2019, notamment grâce aux voix des sénateurs de Frères d'Italie tandis que ceux de Forza Italia s'abstiennent. Le second passage à la chambre de la révision constitutionnelle est alors attendu pour septembre.
Néanmoins, le 8 août 2019, après des désaccords avec ses partenaires de coalition, le chef de la Ligue Matteo Salvini met fin à la coalition avec le Mouvement 5 étoiles et demande des législatives anticipées. L'avenir de la réforme constitutionnelle est alors incertain. Le Mouvement 5 étoiles demande que le vote final, prévu le 22 aout à la rentrée parlementaire, ait lieu avant qu'une motion de censure ne soit votée lors de sessions extraordinaires dans les deux chambres. Le vote de la réforme devient l'enjeu de la lutte de pouvoir entre les deux formations, la Ligue refusant initialement son vote, avant de se raviser lorsque l'ex dirigeant du parti démocrate Matteo Renzi propose au M5S de former une coalition. Renzi propose en gage de soutien de faire voter par le Parti démocrate (PD) la réforme constitutionnelle du M5S, malgré le vote opposé du PD au cours des étapes précédentes de la procédure, déclarant qu'à moins d'un mois du vote final celle-ci doit désormais être menée à son terme, quitte à voir la population trancher par la suite par référendum, la baisse du nombre de parlementaires permettant d'éviter une hausse de la TVA,.
Lors de son discours au Sénat le 20 août 2019, Giuseppe Conte annonce sa démission, faisant le constat de l'impossibilité de poursuivre le gouvernement de coalition à la suite de la défection de la Ligue. Sa démission est acceptée le jour même par le président Mattarella, ouvrant une période d'incertitude politique.
Le vote de la réforme, prévu deux jours plus tard, est finalement repoussé le 21 à une date indéterminée, en attendant la résolution de la crise. De nouvelles élections rendraient caduc tout travail parlementaire inachevé de la législature sortante, annulant de fait l'ensemble du projet de réforme. Un retournement d'alliance voit cependant Le Mouvement cinq Étoiles former une nouvelle majorité avec le Parti démocrate, aboutissant à la mise en place du Gouvernement Conte II le 5 septembre 2019. Les deux formations s'accordent entre autres sur le vote de la réforme constitutionnelle, Conte annonçant le jour même sa mise à l'ordre du jour prochaine dans son discours d'intronisation à la chambre. Le dirigeant du M5S, Luigi Di Maio, fait de la réduction des parlementaires un cheval de bataille tout au long de la crise, insistant pour la mise en œuvre de cette promesse phare de son mouvement,. Le texte est adopté en seconde lecture à la chambre par 553 voix pour, 14 contre et 2 abstentions le 8 octobre 2019,,. 

### Mise à référendum
Après le dernier vote, un délai de trois mois s'ensuit au cours duquel une mise à référendum peut être demandée par un minimum de 500 000 électeurs, ou au moins un cinquième des membres de l'une des deux chambres, ou au moins cinq des vingt conseils des régions d'Italie. À défaut, l'amendement constitutionnel entre en vigueur à l'issue de ce délai. 
Un total de 71 sénateurs en font la demande. Le quorum de 64 membres de la chambre haute étant atteint, la réforme constitutionnelle est soumise à référendum après approbation de la Cour constitutionnelle.

### Conséquences
Si elle est approuvée, la révision des articles 56, 57 et 59 de la constitution fixerait le nombre de membres de la chambre des députés à 400, dont 8 élus à l'étranger. Le ratio de trois huitièmes conduirait alors à un total de 147 députés élus au scrutin majoritaire, et 245 à la proportionnelle, diaspora non incluse.
Au Sénat, le nombre de membres passerait à 200, dont 4 élus à l'étranger. L'application du ratio conduirait de la même manière 74 d'entre eux à être élus au scrutin majoritaire, et 122 à la proportionnelle. Le nombre minimum de sénateurs passe de sept par région à trois par région ou province autonome, Molise et la Vallée d'Aoste en conservant respectivement deux et un seul à titre exceptionnel. La répartition des sièges supplémentaires entre les différentes entités se fait toujours sur la base de leurs populations lors du dernier recensement, sur la base des quotients entiers et des plus forts restes, y compris désormais celles des différentes circonscriptions des sièges de la diaspora,. Le ratio du nombre d'électeurs pour un député passe de 96 006 à 151 210 à la chambre, et de 188 424 à 302 420 au Sénat.
La révision constitutionnelle limite par ailleurs le nombre de sénateurs à vie nommés par les présidents successifs. Chaque président peut toujours nommer jusqu'à cinq sénateurs à vie au cours de son mandat, mais il ne peut désormais y avoir plus de cinq de ces sénateurs nommés à la fois, là où la constitution permettait auparavant leurs cumul d'un président à un autre en ne mentionnant pas ce total cumulé. L'amendement ne change pas la situation des anciens présidents de la République qui deviennent toujours sénateurs à vie à la fin de leurs mandats, leur nombre pouvant se cumuler à celui des cinq sénateurs nommés.
Les articles révisés prennent effet à compter de la fin du mandat du parlement alors en fonction, sauf si celle-ci a lieu par fin naturelle ou par dissolution moins de soixante jours à compter de l'entrée en vigueur de la révision constitutionnelle. La commission électorale doit notamment procéder au redécoupage des circonscriptions, en accord avec la réforme de la loi électorale votée le 19 février 2019.

## Principales caractéristiques et fonctionnement
Les élections se déroulent sur un seul tour de scrutin et utilisent un système mixte, avec trois huitièmes (37,5 %) de sièges alloués au scrutin uninominal majoritaire à un tour et cinq huitièmes (62,5 %) au scrutin proportionnel plurinominal selon la méthode d'Hondt pour l'attribution des sièges à la proportionnelle,.
Le Sénat de la République est composé 315 sénateurs élus pour cinq ans par les électeurs de plus de 25 ans, dont :
- 116 sont élus directement dans des circonscriptions uninominales.
- 193 sont élus régionalement à la représentation proportionnelle dans des circonscriptions plurinominales.
- 6 sont élus par les Italiens de l'étranger.
- À ces 315 sénateurs s'ajoutent un petit nombre variable de sénateurs à vie composé d'anciens présidents de la République et de plusieurs autres personnes nommées à vie par le président de la République en exercice.

Le Sénat est élu sur un bulletin de vote unique. Le bulletin de vote comprend le candidat au scrutin uninominal de la circonscription et les partis et les listes qui le soutiennent, ce qui est utilisé pour déterminer l'attribution proportionnelle des sièges au niveau régional, avec un seuil minimal de 3 %.
La Chambre des députés est composée de 630 députés élus pour cinq ans par l'ensemble des électeurs, dont
- 232 sont élus directement dans autant de circonscriptions uninominales.
- 386 sont élus par la représentation proportionnelle nationale.
  - Ils sont ensuite répartis dans des circonscriptions plurinominales dont le cadre ne dépasse pas le territoire régional.
- 12 sont élus par les Italiens de l'étranger.

Comme pour le Sénat, la Chambre des députés est élue sur un bulletin de vote unique.
Cette loi a également ré-introduit les listes fermées de parti, interdisant à nouveau aux électeurs le panachage, ce qui avait été autorisé dans la loi électorale de 2015, l'Italicum. Cependant, les Italiens à l'étranger conservent le bénéfice du vote de préférence : ils peuvent préciser quel candidat député ou sénateur ils voudraient voir élu en premier en indiquant son nom sur le bulletin de vote (un ou deux noms selon le cas et la taille de la circonscription).

### Résumé graphique

#### Avant 2020
| Chambre des députés | Chambre des députés | Chambre des députés | Chambre des députés | Sénat de la République | Sénat de la République | Sénat de la République |
|                     |                     |                     |                     |                        |                        |                        |
| Méthode             | Méthode             | Sièges              | %                   | Méthode                | Sièges                 | %                      |
|                     | Uninominal          | 232                 | 37 %                | Uninominal             | 116                    | 37 %                   |
|                     | Proportionnelle     | 386                 | 61 %                | Proportionnelle        | 193                    | 61 %                   |
|                     | Expatriés           | 12                  | 2 %                 | Expatriés              | 6                      | 2 %                    |

#### Après 2020
| Chambre des députés | Chambre des députés | Chambre des députés | Chambre des députés | Sénat de la République | Sénat de la République | Sénat de la République |
|                     |                     |                     |                     |                        |                        |                        |
| Méthode             | Méthode             | Sièges              | %                   | Méthode                | Sièges                 | %                      |
|                     | Uninominal          | 147                 | 37 %                | Uninominal             | 74                     | 37 %                   |
|                     | Proportionnelle     | 245                 | 61 %                | Proportionnelle        | 122                    | 61 %                   |
|                     | Expatriés           | 8                   | 2 %                 | Expatriés              | 4                      | 2 %                    |

### Différences entre chambre et sénat
Ce système est donc presque exactement le même pour la chambre haute comme la chambre basse, hormis quelques différence, notamment sur les barrières d'âge : il faut avoir 18 ans pour élire la Chambre des députés et 25 ans pour s'y présenter, contre respectivement 25 et 40 ans au Sénat,.
Il en résulte par conséquent des répartitions des sièges légèrement différente, bien que longtemps sensiblement similaires, les élections des deux chambres ayant lieu simultanément. À partir de 1994, cette différence d'électorat mène cependant à quatre reprises à des majorité différentes dans l'une des deux chambres, une situation particulièrement instable dans un pays pratiquant le bicaméralisme parfait. Le gouvernement Berlusconi I bénéficie ainsi d'une majorité à la Chambre mais pas au Sénat en 1994, une situation qui s'inverse deux ans plus tard avec le gouvernement Prodi I ; cette absence de majorité à la chambre haute se reproduit en 2006 pour le gouvernement Prodi II puis pour Pier Luigi Bersani après les élections de 2013. Dans ces deux derniers cas il s'agit d'une conséquence de l'application de la loi de 2005 dite « Porcellum », qui institue une prime de majorité au niveau national pour les députés, et au niveau régional pour les sénateurs.

#### Projet d'amendement de 2019
Ces résultats divergents amènent les parlementaires à décider en 2019 de permettre aux électeurs de plus de 18 ans de participer également aux élections sénatoriales. Le projet, qui porte sur l'article 58 de la constitution, est approuvé en commission des Affaires constitutionnelles à l'unanimité des groupes parlementaires le 28 juin 2019, avant un examen au Sénat à partir du 22 juillet. À l'initiative du Parti démocrate, alors dans l'opposition, un second article est ajouté à l'amendement, abaissant l'âge minimum pour les candidats aux sénatoriales de 40 à 25 ans. Les seuils d'âge sont ainsi alignés sur ceux de la Chambre des députés,.
L'amendement est voté en première lecture à la Chambre par 487 voix pour, 5 contre et 7 abstentions le 31 juillet 2019. La majorité des deux tiers est ainsi largement réunie. Si cette dernière est également atteinte lors du premier vote au Sénat, puis des seconds votes dans chacune des chambres au moins trois mois plus tard, la révision de la constitution devrait être mise en œuvre sans risquer de se voir soumise à référendum.

## Modalités

Le bulletin de vote utilisé

Lors du vote, il est fourni aux électeurs un bulletin comportant des candidats en tête de plusieurs tableaux séparés dans lesquels figurent les cercles avec les symboles d'une ou des listes qui le soutiennent (voir bulletin ci contre). Il est possible de voter de plusieurs manières :
1. L'électeur peut entourer ou faire une marque sur le sigle d'une liste. Dans ce cas, un vote est attribué à celle-ci pour le décompte du scrutin proportionnel, ainsi qu'à son candidat dans la circonscription pour le scrutin majoritaire.
2. L'électeur peut également entourer le nom du candidat parmi la liste qu'il a choisi, mais cela est superflu. Il ne peut en revanche pas désigner une liste d'une part, et le candidat d'un tableau d'une autre liste d'autre part. Ni entourer plus d'un sigle de liste, même au sein d'une coalition. Le panachage étant interdit, ces votes sont considérés comme nuls.
3. L'électeur peut en revanche n'entourer que le nom d'un candidat. Si une seule liste le soutient, cela revient au même que précédemment. En revanche, si plusieurs listes le soutiennent, le vote au scrutin de liste est réparti en fractions égales à chacune des listes.

Les coalitions de plusieurs partis voient ainsi leurs candidats élus en commun par l'addition de l’ensemble de leurs voix au scrutin majoritaire dans chacune des circonscriptions, tandis que chacun des partis de la coalition se voit attribuer des sièges à la proportionnelle selon ses voix propres, obtenus par vote direct ou fractionné.
La circonscription dévolue aux Italiens de l'étranger, dite circonscription extérieure, a pour particularité de n'être dédiée qu'à des sièges répartis à la proportionnelle. Le bulletin de vote y est par conséquent différent : les électeurs choisissent un parti parmi les listes proposées, qui détaillent chacune les noms d'autant de candidats que de sièges à pourvoir. Les électeurs ont la possibilité d'effectuer un vote préférentiel au sein de la liste qu'ils choisissent, mais pas un panachage entre plusieurs listes.

## Analyse
Pour Marc Lazar, cette loi électorale pourrait « avantager les partis du centre droit bien implantés dans le nord du pays, favoriser le Parti démocrate dans la partie centrale du pays, son grand bastion qui tend néanmoins à se lézarder. A priori, le nouveau mode de scrutin pénalise le Mouvement 5 étoiles, qui est fort mais reste seul. [À la veille du scrutin], il semble improbable qu’une majorité claire se dégage à la Chambre des députés et au Sénat, même si le centre droit semble porté par une dynamique électorale qui pourrait peut-être lui permettre de l'emporter ». Pour Raffaele Landani, professeur de science politique à l'université de Bologne, « L'Italie demeure divisée en deux blocs, l’un de droite et l’autre de gauche, qui ne parviennent pas à avoir une majorité claire forte et stable. Le 4 mars, on risque de voir se répéter le scénario que nous avons connu ces vingt-cinq dernières années, marquées par une alternance entre gouvernements populistes et gouvernements techniques. ». Selon la fondation Robert-Schuman, étant « davantage proportionnelle que majoritaire, [elle] ne garantit en rien la constitution d’une majorité post-électorale stable ».